# Jaroslava Pencová
Jaroslava Pencová (ur. 24 czerwca 1990 w Bratysławie) – słowacka siatkarka, grająca na pozycji środkowej. Od sezonu 2020/2021 występuje w drużynie VK Brusno.

## Sukcesy klubowe
Puchar Słowacji:
- 2008, 2009, 2011, 2012

Mistrzostwo Słowacji:
- 2009, 2012
- 2011, 2013
- 2008, 2010

Mistrzostwo Niemiec:
- 2014[5], 2015

Superpuchar Polski:
- 2018

Mistrzostwo Polski:
- 2019

## Sukcesy reprezentacyjne
Liga Europejska:
- 2016

## Nagrody indywidualne
- 2017: Najlepsza siatkarka w Słowacji